# Jarred Rome
Jarred Rome (ur. 21 grudnia 1976 w Seattle, zm. 21 września 2019 w Tulalip Bay) – amerykański lekkoatleta, dyskobol.

## Osiągnięcia
- dwa srebrne medale (w rzucie dyskiem oraz pchnięciu kulą) podczas mistrzostw NACAC U-25 (Monterrey 2000)
- 7. lokata na mistrzostwach świata (Helsinki 2005)
- srebrny medal igrzysk panamerykańskich (Guadalajara 2011)[2]
- dwukrotny olimpijczyk (2004 i 2012)
- medale mistrzostw USA

## Rekordy życiowe
- rzut dyskiem – 68,76 m (2011)
- pchnięcie kulą – 20,40 m (2006)